# Difenylmethanol
Difenylmethanol je organická sloučenina, také známá jako benzhydrazol. Je to bílá pevná látka, která patří do skupiny alkoholů.

## Příprava
Lze jej připravit Grignardovou reakcí fenylmagnesiumbromidu s benzaldehydem. Alternativní metodou je redukce benzofenonu tetrahydridoboritanem sodným nebo zinkovým práškem, příp. sodíkovým amalgámem a vodou.